# Sommarnattens leende
Sommarnattens leende (pt: Sorrisos de uma noite de verão / br: Sorrisos de uma noite de amor) é um filme sueco de 1955, do gênero comédia, escrito e dirigido por Ingmar Bergman.

## Sinopse
Em finais do século XIX, uma famosa actriz é a anfitriã na casa de campo da sua mãe, quando um grupo de pessoas conhecidas a visita. Entre os convidados está um advogado que já tinha sido seu amante e ela tem intenções de reconquistá-lo, mas ele está juntamente com a sua mulher. 
O seu actual amante está igualmente com a sua mulher, mas de forma inesperada todos acabam envolvidos em situações amorosas, incluído a empregada da casa. 

## Elenco
- Ulla Jacobsson .... Anne Egerman
- Eva Dahlneck .... Desiree Armfeldt
- Harriet Andersson .... Petra
- Margit Carlqvist .... Charlotte
- Gunnar Björnstrand .... Fredrik Egerman
- Jarl Kulle .... Carl Magnus
- Ake Fridell .... Frid
- Björn Bjelfvenstam .... Henrik Egerman
- Naima Wifstrand .... sra. Armfeldt
- Jullan Kindahl .... Beata

## Prémios e nomeações
Festival de Cannes (1956)
- Recebeu o prêmio de melhor humor poético
- Indicado à Palma de Ouro

BAFTA (1957)
- Indicado nas categorias de melhor filme, melhor actor estrangeiro (Gunnar Björnstrand) e melhor actriz estrangeira (Eva Dahlbeck)

Prêmio Bodil (1957)
- Venceu na categoria de melhor filme europeu